# Пирдоп (община)
Пирдоп (болг. Община Пирдоп) — община в Болгарии. Входит в состав Софийской области. Население составляет 9458 человек (на 21.07.05 г.).

## Состав общины
В состав общины входят следующие населённые пункты:
1. Душанци
2. Пирдоп